# Q (口感)
Q是用以形容食物具有嚼勁、彈牙的形容詞，語源起自於閩南語。

## 源由和解釋
Q一詞用法一說取自於𩚨（組成：⿰飠丘）（臺語拼音：khiū），此字在中華民國教育部臺灣台語常用詞辭典中註明是非本字替代字，因此漢字鮮少使用而習慣上民眾以諧音相同之英文羅馬字母Q取代用之。其意思為形容食物柔軟而有彈性、韌性；彈牙、軟糯、富有嚼勁

。也可連接使用：「～嗲嗲」、「～牽」或是「～頭糜」。有時也會疊字強調，如：「QQ的」。

也為義大利文之。
而Q的本字則被認為是䊆，又作⿰米臼，《説文•米部》：「䊆，舂糗也。」舂糗就是熬米麥搗成粢粑，䊆在客家話亦形容食物咬勁有彈性，耐咀嚼。

## 延伸用法
Q一詞多可形容於：牛、羊、豬、雞、鴨、鵝、魚、蝦和螺肉；此外也用於形容珍珠、湯圓、包子、餃子、餛飩、麵條、麻糬、年糕、軟糖、關東煮、粿、麵包、米飯、肉圓、芋圓、魚漿製品和餅皮等具有嚼勁口感的食物。此外些許夜市新創食物也多以Q作為食物名稱，如：QQ糖和寒天Q棒。

## 趣聞
德國益智節目「誰知道這種事？」曾於節目中以此作為考題難倒參賽者。

## 資料來源
1. ↑  Qin, Amy. . 紐約時報. 2018-10-14  [2018-10-14]. （原始内容存档于2022-05-28）.
2. ↑  Munchies Staff. . 哈芬登郵報. 2015-03-18  [2018-10-18]. （原始内容存档于2022-08-03）.
3. ↑  Spiegel, Alison. . Vice. 2015-03-18  [2018-10-18]. （原始内容存档于2019-04-05）.
4. ↑  Russell, Laura. . Roads & Kingdoms. 2017-05-01  [2018-10-18]. （原始内容存档于2022-05-19）.
5. ↑  . Language Log.   [2018-08-18]. （原始内容存档于2022-07-30）.
6. 1 2  周長楫 (编). . 福建人民出版社. 2006-12. ISBN 7211038969.
7. ↑  Erway, Kathy. . New York: Houghton Miller Harcourt. 2015: 203–204. ISBN 9780544303010.
8. ↑  Quartly, Jules. . Taiwan Business TOPICS. 2020-01-21  [2021-12-02]. （原始内容存档于2021-12-27） （美国英语）.
9. ↑  . TastingTable. 2022-05-04  [2022-05-19]. （原始内容存档于2022-05-02） （英语）.
10. ↑  . 紐約時報中文網. 2018-10-22  [2022-05-19]. （原始内容存档于2022-05-28） （中文（繁體））.
11. ↑  . Michelin Guide. 2016-05-13  [2018-10-18]. （原始内容存档于2018-10-19）.
12. ↑  . 中華民國教育部.   [2024-01-24]. （原始内容存档于2024-01-24） （中文（臺灣））.
13. ↑  . 中國時報. 2018-12-14.
14. ↑  . 客新聞. 2024-07-23  [2024-09-04]. （原始内容存档于2024-11-30）.
15. ↑  呂茗芬. . 中華民國客家委員會. 2013-11-18: 30.
16. ↑  . 聯合新聞網. 2022-03-08  [2022-05-19]. （原始内容存档于2022-05-27）.